# КМ (трамвайный вагон)

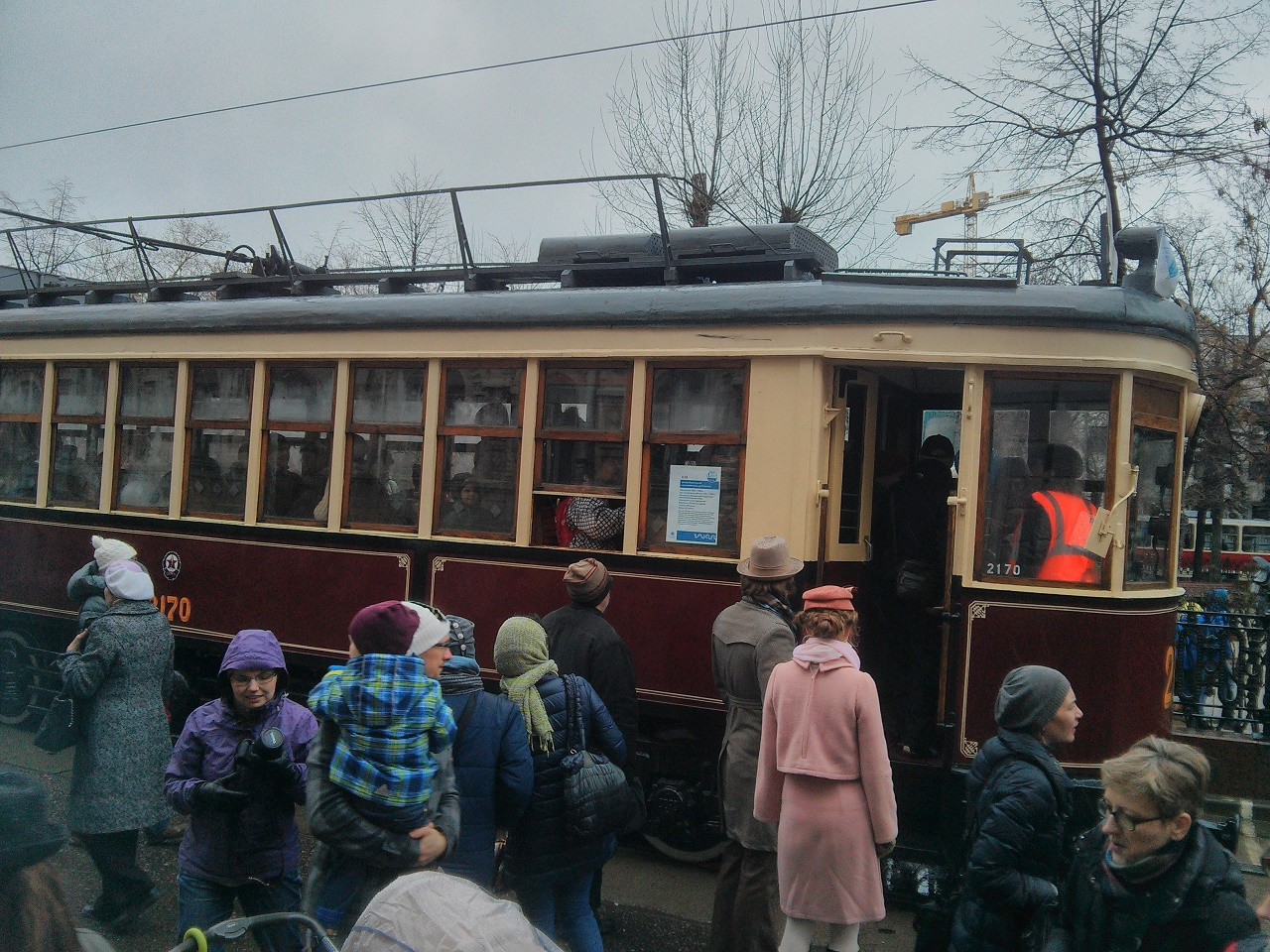
КМ на «Дне рождения Московского трамвая» 16 апреля 2016 года

КМ — серия советских четырёхосных моторных двусторонних высокопольных трамвайных вагонов, выпускавшихся серийно Коломенским паровозостроительным заводом и заводом Красное Сормово в 1926—1939 годах. Первая крупная серия вагонов этого типа была построена заводом в Коломне и поэтому получила обозначение КМ (Коломенский машиностроительный). Вагоны серии КМ выпускались только для колеи 1524 мм.
Обычно моторный вагон серии КМ работал с прицепными вагонами серии С, М или БФ. Специальный безмоторный прицепной вагон КП использовался с ним редко.
Основой конструкции была хребтовая балка, которая через поперечные балки опиралась на тележки, на неё устанавливались тяговые приборы, подвагонное оборудование и сверху — деревянный кузов.
Первоначально рабочее место вагоновожатого не было отгорожено от салона и не имело сиденья. Он работал, стоя прямо среди пассажиров. Отопление отсутствовало. Сиденья вагона были жёсткие, деревянные. Освещение салона осуществлялось лампами накаливания без плафонов. Створчатые двери открывались вручную пассажирами. Двери располагались как с левой, так и с правой стороны по ходу движения, поскольку вагон был изначально предназначен для движения в противоположную сторону без разворота и был оборудован двумя постами вагоновожатого. Впоследствии ряд вагонов серии КМ был переоборудован в односторонний с установкой тележек 2ДСБ от вагона типа МТВ-82 и демонтажем одного из постов вагоновожатого.
С началом производства четырехосных трамвайных вагонов нового поколения МТВ-82 началась постепенная замена трамваев типа КМ. Последние трамвайные вагоны КМ в Москве были сняты с пассажирской эксплуатации 20 февраля 1974 года.
До наших дней сохранилось два вагона серии КМ — по одному в Москве и в Нижнем Новгороде.